# Spaelotis caliginea
Spaelotis caliginea är en fjärilsart som beskrevs av Butler 1878. Spaelotis caliginea ingår i släktet Spaelotis och familjen nattflyn. Inga underarter finns listade i Catalogue of Life.